# 517 Edith
517 Edith este o planetă minoră (asteroid), cu un diametru de 111,89 km, din centura de asteroizi. A fost descoperită pe 22 septembrie 1903 la Observatorul Königstuhl de Raymond Smith Dugan⁠(d) și a fost numită după Edith Dugan Eveleth⁠(d). 
Obiectul prezintă o orbită caracterizată de o semiaxă mare de 3,1562421614791 UAi, o excentricitate de 0,17974749297029, o înclinație de 3,2281953142834 ° în raport cu ecliptica.